# 現実でラブコメできないとだれが決めた?
『現実でラブコメできないとだれが決めた？』（げんじつでラブコメできないとだれがきめた？、英語: Who decided that I can't do romantic comedy in reality?）は、初鹿野創による日本のライトノベル。略称は「ラブだめ」。ガガガ文庫（小学館）より2020年7月から2022年7月まで刊行された。イラストは椎名くろが担当している。2018年8月から2019年1月まで『カクヨム』にて『現実で”青春ラブコメ”できないなんて誰が決めた？』のタイトルで連載されていた。
『月刊ビッグガンガン』（スクウェア・エニックス）にて、カタケイによるコミカライズを2021年Vol.7より2022年Vol.10まで連載。
2022年7月にはオーディオブック版の1巻が、12月には2巻が配信された。

## あらすじ
ラブコメのような青春の日々を送りたいと願う主人公・長坂耕平には義理の妹や幼馴染、ミステリアスな先輩がいないどころか男の親友キャラすらおらず、ラブコメとは程遠い現実を過ごしてきた。「ラブコメが不可能だというのなら、自分自身でラブコメが出来るように作り変える」と意気込む耕平はラブコメに必要なデータ分析・反復練習を駆使しながら、共犯者・上野原彩乃と共に自身が目指すラブコメ実現のために奔走していく。

## 登場人物
声の項はオーディオブック版の担当声優。
長坂耕平（）
声 - 上西哲平
本作の「主人公」。峡国西高校に通う男子生徒で学年は1年生だが、実際は浪人しているため彩乃や芽衣たちより1歳年上である。現実でラブコメを実現させたいと考えるほどラブコメ好きであり、野望実現のために同級生の情報をあらゆる手を使って収集している。その情報収集能力は驚異的であり、所属クラスや出席番号、誕生日に留まらず、出身中学や親の職業等の情報まで網羅しており、さらには収集したデータを元に生徒をランク付けしている。芽衣に好意を抱いており、様々な方法でアプローチをしている。
上野原彩乃（）
声 - 天海由梨奈
耕平の同学年の女子生徒で、耕平のラブコメ実現計画におけるポジションは「共犯者」。感情の起伏に乏しく、理屈屋で、耕平に対する物言いも容赦がない。容姿は良く、耕平によれば「学年150人中7番目のビジュアルをしている」とのこと。文武両道であり、異性同性かかわらず交友関係も広い。なお、耕平が困惑するレベルの甘党である。
清里芽衣（）
声 - 福緒唯
耕平のクラスメイトの女子生徒で、耕平のラブコメ実現計画におけるポジションは「メインヒロイン」。テニス部に所属している。容姿端麗でスタイル抜群、性格もよく誰とでも分け隔てなく接するためクラスの人気者となっており、他クラスである彩乃のクラスでも噂になっていた。
常葉英治（）
声 - 長谷徳人
耕平のクラスメイトの男子生徒で、耕平のラブコメ実現計画におけるポジションは「親友キャラ」。バスケ部に所属している。がっちりした体型のスポーツマンで、耕平によれば「広義のイケメン」に分類されるとのこと。明るい性格で人柄もいいためクラス内では運動部の中心的存在であり、女子人気も高く、過去に複数の異性と交際していた経験を持つ。勝沼とは互いに下の名前で呼び合うなど親しい間柄である。
鳥沢翔（）
声 - ランズベリー・アーサー
耕平のクラスメイトの男子生徒で、耕平のラブコメ実現計画におけるポジションは「有能イケメンキャラ」。軽音楽部に所属している。学外でもロックバンドを組んでおり、ネットで演奏の配信も行っている。身長180センチのモデル体型で容姿端麗なため、女子人気も高いが、学内で親しい女子生徒はいない模様。クラス内でも特定の集団には属さず、単独行動を取っていることが多い。
勝沼あゆみ（）
声 - 荻野葉月
耕平のクラスメイトの女子生徒。ギャルグループのリーダー的存在であり、耕平に敵対的な態度を見せている。そのため耕平からの印象も悪く、彼の実現計画におけるポジションは「なし」となっている。英治とは互いに下の名前で呼び合いうなど親しい間柄である。
日野春幸（）
声 - 森嶋優花
耕平の1学年上の先輩で、耕平のラブコメ実現計画におけるポジションは「先輩キャラ」。生徒会に所属しており、庶務兼会計監査を務める。なお、耕平の先輩ではあるものの、耕平自身が浪人していたため実年齢は彼と同じである。

## 制作背景
2018年8月に小説投稿サイト『カクヨム』にて『現実で”青春ラブコメ”できないなんて誰が決めた？』のタイトルで投稿が開始され、休載や全面改稿を経て、2019年1月末まで連載された。その後、「小学館ライトノベル大賞」（第14回 / ガガガ文庫部門）に『ラブコメを絶対させてくれないラブコメ』と従来のタイトルを変更して応募が行われ、2020年3月に同賞にて「優秀賞」を受賞したことにより、同年7月にタイトルを再び変更した第1巻が刊行されることとなった。
本作は作者の出身地でもある山梨県が舞台となっており、登場人物の名前も山梨県に存在する地名に由来している。また、本作では同じ「小学館ライトノベル大賞」優秀賞作品繋がりから、許可を得た上で『弱キャラ友崎くん』や『千歳くんはラムネ瓶のなか』の引用が行われている。
第4巻は外伝に近い内容となっているが、位置づけは本編であるため、ナンバリングは「3.5」にされなかった。また、第4巻の表紙イラストはラブコメ作品とはかけ離れた雰囲気となっており、製作側も困惑するほどだったが、清里芽衣を描くためには必須であると判断されて採用に至った。

## 評価
第14回小学館ライトノベル大賞「優秀賞」受賞。ゲスト審査員を務めた若木民喜は本作を以下のように評している。
小説第1巻が「ラノベニュースオンラインアワード2020年7月刊」の投票アンケートで「総合部門」「笑った部門」「新作総合部門」「新作部門」の4部門にそれぞれ選出された。
『このライトノベルがすごい！2021』（宝島社）では総合新作部門10位、文庫部門19位を獲得している。『このライトノベルがすごい！2022』では文庫部門12位を獲得している。『このライトノベルがすごい！2023』では文庫部門11位を獲得している。
『アニメ！アニメ！』が2021年6月に実施した「アニメ化してほしいライトノベル・小説は？（2021年上半期）」と題したアンケートでは20位を獲得している。

## 既刊一覧

### 小説
- 初鹿野創（著） / 椎名くろ（イラスト） 『現実でラブコメできないとだれが決めた？』 小学館〈ガガガ文庫〉、全6巻
  1. 2020年7月22日初版第1刷発行（7月17日発売[47][注 2]）、ISBN 978-4-09-451856-6
  2. 2020年12月23日初版第1刷発行（12月18日発売[49]）、ISBN 978-4-09-451877-1
  3. 2021年5月23日初版第1刷発行（5月18日発売[50]）、ISBN 978-4-09-453006-3
  4. 2021年9月22日初版第1刷発行（9月17日発売[51]）、ISBN 978-4-09-453028-5
  5. 2022年3月23日初版第1刷発行（3月18日発売[52]）、ISBN 978-4-09-453055-1
  6. 2022年7月25日初版第1刷発行（7月20日発売[53]）、ISBN 978-4-09-453077-3

### 漫画
- 初鹿野創（原作） / 椎名くろ（キャラクターデザイン） / カタケイ（作画） 『現実でラブコメできないとだれが決めた？』 スクウェア・エニックス〈ビッグガンガンコミックス〉、全3巻
  1. 2021年11月25日発売[54]、ISBN 978-4-7575-7589-9
  2. 2022年5月25日発売[55]、ISBN 978-4-7575-7934-7
  3. 2022年11月25日発売[56]、ISBN 978-4-7575-8275-0